# Atomic Heart
Atomic Heart es un videojuego de disparos en primera persona desarrollado por Mundfish y publicado por Focus Entertainment y 4Divinity. Fue lanzado para PlayStation 4, PlayStation 5, Windows, Xbox One y Xbox Series X/S el 21 de febrero de 2023. El juego está ambientado en una versión alternativa de la Unión Soviética, durante la década de 1950. Inicialmente representado como un retrofuturista utopía, el juego sigue el rápido colapso de la Unión Soviética en una distopía, después de que comience una levantamiento de robots. Atomic Heart recibió críticas mixtas a positivas de los críticos.

## Cómo se juega
Atomic Heart es un videojuego FPS de mundo semiabierto con algunos elementos de rol de acción. El combate en el juego consiste en disparar y pelear con armas de fuego o cuerpo a cuerpo. Se presenta una amplia variedad de enemigos, que pueden ser mecánicos, biomecánicos, y biológicos (robots y mutantes). Hay un sistema de fabricación en el que las armas, consumibles, y munición se pueden ensamblar a partir de recursos que se pueden extraer de los robots o de diferentes objetos como muebles, cofres, etc. Las armas también pueden ser modificadas para añadirles diferentes ataques especiales o simples mejoras en las estadísticas de estas (daño, cadencia, retroceso, velocidad, etc.). La munición en el juego es escasa al principio, por lo que hay una opción de sigilo. Los quick-time events también se presentan en el juego. El jugador usa un guante especial con polímero especial integrado, que le otorga poderes especiales como telequinesis, chorros criogénicos y "ZAP" para derrotar a sus enemigos. Los poderes se pueden combinar con armas cuerpo a cuerpo y a distancia para una mayor eficacia.
Las municiones también se pueden actualizar con varios efectos elementales usando cartuchos. Estos cartuchos se pueden saquear y fabricar, luego el jugador los puede equipar en armas cuerpo a cuerpo y a distancia. Si el recipiente se agota, se descarta del inventario del jugador, por lo que es recomendable reciclarlo antes de que se agote.

## Trama

### Escenario
Atomic Heart tiene lugar en la Instalación 3826, el principal centro de investigación y desarrollo científico de la Unión Soviética en un 1955 alternativo En la década de 1930, el científico Dmitri Sechenov desarrolla un módulo líquido programable llamado Polímero, lo que provocó avances tecnológicos masivos en los campos de la energía y la robótica en la URSS y liberó a gran parte de la población del trabajo manual. Estos avances incluyen una inteligencia artificial en red llamada "Kollektiv" que vincula a estos robots y personas polimerizadas en un solo sistema.
Sechenov también desarrolla un dispositivo llamado “Pensamiento” para integrar Polímero en el cuerpo humano, permitiéndole conectar con los robots y darles órdenes sin conocimientos previos sobre robótica gracias a una interfaz neuronal remota como parte de un Kollektiv 2.0 mejorado. Sin embargo, su lanzamiento oficial el 13 de junio de 1955 sale mal, sumiendo a la Instalación 3826 en el caos y frustrando los planes del Doctor Sechenov para la humanidad. Ahí es donde entra en juego el Mayor Sergey Nechaev, un agente especial enviado a la instalación con el objetivo de solucionar la avería.

### Sinopsis
El protagonista principal es un agente mentalmente inestable en asignaciones especiales llamado Mayor Sergey Nechaev, nombre en clave: "P-3", enviado por Sechenov para evitar que la situación en la instalación 3826 se deteriore y pase a ser un escándalo internacional. P-3 enfrenta el desafío de combatir robots que se volvieron locos contra sus amos, experimentos biomecánicos fallidos y su propio estado mental en constante deterioro.
El objetivo principal de P-3 es el de encontrar a Viktor Petrov, Diseñador de Kollektiv y el responsable de la avería de este, para así llevarlo ante la justicia por su traición a la Unión Soviética.

### Líneas Temporales
El juego tiene 2 finales que funcionan como el punto donde se dividirá la historia en 2 líneas temporales, no son considerados ni buenos o malos por los desarrolladores. Si no que depende del jugador (Agente P-3) decidir cuál le parece seguir, puesto que ambos tendrán una continuación en los futuros contenidos descargables.

## Desarrollo y lanzamiento
Atomic Heart está desarrollado por Mundfish, un estudio internacional con sede en Chipre. El equipo desarrolló previamente el juego de realidad virtual Soviet Lunapark, pero interrumpió el desarrollo y eliminó el juego a finales de 2018 para centrarse en Atomic Heart . El estudio utiliza Unreal Engine 4 e implementa las tecnologías Nvidia RTX y DLSS en las tarjetas gráficas GeForce RTX .
En febrero de 2022, un avance de la historia mostró que Atomic Heart se lanzará en "...BER", lo que sugirió que el lanzamiento del juego sería en algún momento del cuarto trimestre de 2022. Sin embargo, más tarde en noviembre, se anunció que el juego será lanzado el 21 de febrero de 2023, autoeditado por Mundfish en la CEI, coeditado por 4Divinity en Asia y publicado por la empresa con sede en Francia Focus Entertainment en otros lugares.
Se tiene planeado lanzar 4 DLCs que continuaran la historia del juego principal, así como añadir nuevas armas, enemigos y jefes. el primero está disponible desde el 2 de agosto de 2023, los contenidos descargables faltantes aún no tienen fecha de lanzamiento y están en desarrollo.
Atomic Heart 2 ha sido confirmado por los desarrolladores en varias ocasiones, siendo 2021 la primera vez que se habló del futuro proyecto.

## Controversia
A pesar de ser una empresa con sede en Chipre, Mundfish ha sido acusada de recolectar datos de los usuarios y proporcionarlos a los servicios de seguridad de Rusia, donde se alega que la política de privacidad en Rusia informaba a los usuarios que la información puede enviarse a entidades gubernamentales como la de la Servicio Federal de Seguridad (FSB) o Servicio Federal de Impuestos . Posteriormente, el desarrollador negó las acusaciones y afirmó que la política de privacidad mencionada anteriormente era incorrecta y estaba desactualizada, al tiempo que anunció que la tienda en línea de Mundfish había sido cerrada por el bien de la integridad y para tranqulizar a los fanes preocupados.
El juego también se ha convertido en objeto de una gran controversia debido en parte a su fecha de lanzamiento anticipada, que casi coincide con el primer aniversario de la Guerra de Ucrania de 2022, donde los críticos cuestionaron el momento del lanzamiento de un juego con participación soviética y rusa en temas militares. En respuesta, Mundfish insistió en que la empresa es neutral en los asuntos mundiales y "no comenta sobre política o religión", al tiempo que explicó que la empresa es "innegablemente una organización pro-paz contra la violencia hacia las personas". La respuesta de la compañía generó aún más críticas, lo que llevó al compositor de música del juego, Mick Gordon, a publicar una declaración en la que condenaba la guerra y al mismo tiempo donaba su tarifa del proyecto a la organización de la Cruz Roja para el llamamiento de la crisis de Ucrania.